# 2. multiplex (Slovensko)
2. multiplex je multiplex na Slovensku, který využívají komerční rozhlasové a televizní programy. Vysílá v normě DVB-T.

## Vysílané programy

### Volně vysílané programy
| Stanice  | Logo stanice |
| -------- | ------------ |
| TV JOJ   |              |
| JOJ Plus |              |
| JOJ WAU  |              |
| TA3 HD   |              |

### Kódovaně vysílané programy
| Stanice | Logo stanice |
| ------- | ------------ |
| SPORT 2 |              |

## Technické parametry sítě
| Standard | ID sítě | Vysílací mód | Modulace datových nosných | Kódový poměr (FEC) | Ochranný interval | Přenosová rychlost |
| -------- | ------- | ------------ | ------------------------- | ------------------ | ----------------- | ------------------ |
| DVB-T    |         | 8K           | 64-QAM                    | 2/3                | 1/4               | 19,91 Mbit/s       |

## Vysílače
| Vysílač                               | Kanál | Frekvence | Výkon (ERP) | Nadmořská výška |
| ------------------------------------- | ----- | --------- | ----------- | --------------- |
| Banská Bystrica – Laskomer            | 37    | 602 MHz   | 26,3 kW     | 620 m n. m.     |
| Banská Štiavnica – Sitno              | 45    | 666 MHz   | 50 kW       | 1 002 m n. m.   |
| Bardejov – Stebnícka Magura           | 46    | 674 MHz   | 15,85 kW    | 896 m n. m.     |
| Borský Mikuláš – Dubník               | 37    | 602 MHz   | 44 kW       | 288 m n. m.     |
| Bratislava – Kamzík                   | 37    | 602 MHz   | 50 kW       | 433 m n. m.     |
| Brezno – Skalka                       | 37    | 602 MHz   | 7,066 kW    | 946 m n. m.     |
| Čadca – Husárik                       | 35    | 586 MHz   | 8,5 kW      | 820 m n. m.     |
| Detva – Javor                         | 60    | 786 MHz   | 2,812 kW    | 821 m n. m.     |
| Dolný Kubín – TVP                     | 46    | 674 MHz   | 2,3 kW      | 700 m n. m.     |
| Handlová – Bralová skala              | 46    | 674 MHz   | 4,8 kW      | 825 m n. m.     |
| Hnúšťa – TVP                          | 21    | 474 MHz   | 2,7 kW      | 664 m n. m.     |
| Košice – Heringeš                     | 37    | 602 MHz   | 19,95 kW    | 324 m n. m.     |
| Košice – Dubník                       | 37    | 602 MHz   | 21,5 kW     | 874 m n. m.     |
| Kráľovský Chlmec – Malý vrch          | 37    | 602 MHz   | 10 kW       | 264 m n. m.     |
| Krompachy – TVP                       | 37    | 602 MHz   | 0,97 kW     | 550 m n. m.     |
| Lučenec – Blatný vrch                 | 21    | 474 MHz   | 15,849 kW   | 359 m n. m.     |
| Medzev – TVP                          | 37    | 602 MHz   | 1,492 kW    | 1 061 m n. m.   |
| Námestovo – Magurka                   | 46    | 674 MHz   | 34 kW       | 1 107 m n. m.   |
| Nitra – Zobor                         | 45    | 666 MHz   | 44,052 kW   | 556 m n. m.     |
| Nové Mesto nad Váhom – Veľká Javorina | 21    | 474 MHz   | 50,118 kW   | 969 m n. m.     |
| Poprad – Hranovnica                   | 24    | 498 MHz   | 19,947 kW   | 877 m n. m.     |
| Poprad – Kráľova hoľa                 | 21    | 474 MHz   | 3,98 kW     | 1 946 m n. m.   |
| Považská Bystrica – Žiar              | 35    | 586 MHz   | 8,5 kW      | 517 m n. m.     |
| Prešov – Šibená hora                  | 37    | 602 MHz   | 5 kW        | 313 m n. m.     |
| Prievidza – Vendelín                  | 21    | 474 MHz   | 3,944 kW    | 503 m n. m.     |
| Revúca – TVP                          | 21    | 474 MHz   | 1 kW        | 517 m n. m.     |
| Rim. Sobota – Palaska                 | 21    | 474 MHz   | 4 kW        | 510 m n. m.     |
| Rožňava – Dievčenská skala            | 21    | 474 MHz   | 20 kW       | 660 m n. m.     |
| Ružomberok – Úložisko                 | 46    | 674 MHz   | 19,59 kW    | 742 m n. m.     |
| Snina – Magurica                      | 37    | 602 MHz   | 20,845 kW   | 477 m n. m.     |
| Stará Ľubovňa – Kotník                | 24    | 498 MHz   | 25,114 kW   | 883 m n. m.     |
| Stropkov – Baňa                       | 46    | 674 MHz   | 7,8 kW      | 526 m n. m.     |
| Štúrovo – Modrý vrch                  | 45    | 666 MHz   | 16 kW       | 251 m n. m.     |
| Trenčín – Nad oborou                  | 21    | 474 MHz   | 39,936 kW   | 654 m n. m.     |
| Uhrovec – Ostrý vrch                  | 21    | 474 MHz   | 3,148 kW    | 461 m n. m.     |
| Veľký Krtíš – TVP                     | 21    | 474 MHz   | 1,435 kW    | 399 m n. m.     |
| Žilina – Krížava                      | 35    | 586 MHz   | 10 kW       | 1 451 m n. m.   |